# 지토가타촌
지토가타촌(地頭方村)은 시즈오카현 하이바라군에 속해있던 촌이다. 현재의 마키노하라시 남단에 해당한다.
농업과 연안 어업도 이루어졌으며, 해안은 특히 해조류가 풍부하기로 유명했다. 

## 역사
- 1889년 4월 1일 - 정촌제 시행에 의해 하이바라군 지토가타촌이 성립하였다.
- 1955년 4월 1일 - 하기마촌, 사가라정과 합병해, 사가라정이 성립하였다.

## 교통
1926년, 후지상선(훗날 순원선)이 지토카타까지 연장, 이후 이케신다까지 연장되어 후지에다와 후쿠로이(藤枝・袋井)를 잇는 일본에서 가장 긴 경편철도 순원선이 되었으나, 지토카타에 정차하는 열차가 많고 시라바, 오마에자키 방면으로 가는 하차 역이었기 때문에 승하차객이 많아 역 근처 상점가의 유동인구도 많았다. 